# Natalia Iretskaïa
Natalia Alexandrovna Iretskaïa (russe : Наталия Александровна Ирецкая, née le 1er août 1845 et décédée le 15 novembre 1922, est une chanteuse russe et professeure de chant. Vocalement, elle est décrite comme une soprano.

## Biographie
Née en 1845, Natalia Iretskaïa est diplômée du conservatoire de Saint-Pétersbourg où elle a étudié auprès de Henriette Nissen-Saloman (une élève de Manuel Garcia junior). Elle étudie également à Paris auprès de Pauline Viardot (fille et élève de Manuel Garcia). En 1874, elle enseigne le chant au conservatoire de Saint-Pétersbourg et y devient professeur en 1881.
Morte à Pétrograd sous le régime soviétique, l'artiste est enterrée au Cimetière Saint-Nicolas.

## Élèves
Parmi ses élèves figurent notamment :
- Nadejda Zabela-Vroubel,
- Lydia Lipkowska,
- Nina Alexandrowna Friede
- Oda Slobodskaya,
- Elena Katoulskaïa,
- Lioubov Andreïeva-Delmas,
- Xenia Dorliak (mère de Nina Dorliak),
- Haykanoush Danielyan,
- Elizaveta Petrenko.

## Source de la traduction
- (en) Cet article est partiellement ou en totalité issu de l’article de Wikipédia en anglais intitulé « Natalia Iretskaya » (voir la liste des auteurs).